# Фріденсрайх Гундертвассер
Фріденсрайх Гундертвассер (нім. Friedensreich Hundertwasser, 15 грудня 1928, Відень, Австрія — 19 лютого 2000, круїзний корабель, Нова Зеландія) — австрійський художник, дизайнер та архітектор, відомий своїми оригінальними творами та екологічною громадською позицією. Художник брав участь у численних акціях протесту спрямованих на захист та покращення навколишнього середовища. Стиль Гундертвассера характеризується виразною декоративністю та використанням яскравих фарб та біоморфних орнаментів. Деякі критики відзначають спорідненість стилю Гундертвассера з Віденською сецесією. Художник протиставляв себе характерному для ХХ століття функціоналізму та раціоналізму в архітектурі. Він проголошував право кожного прикрашати власний будинок. Для Гундертвассера характерне уникнення регулярності та прямих ліній у його архітектурних проєктах, а також висадження дерев на дахах та у вікнах будинків. Гундервассер здійснив численні перебудови та переоформлення житлових та функціональних будинків та мав репутацію «доктора архітектури», оскільки лікував її від візуального засмічення навколишнього середовища. Одним з найвідоміших створених художником будинків є Гундертвассергаус у Відні, який є третьою за відвідуваністю туристичною пам'яткою Австрії після Шенбрунна та Зальцбурга. При тому, що Гундертвассер практично не одержав формальної мистецької освіти, його архітектурні роботи здобули велику популярність серед відвідувачів.
Псевдонім художника — Фріденсрайх Гундертвассер (нім. Friedensreich Hundertwasser можна перекласти як «Царство-миру Сто-вода», його справжнє ім'я — Фрідріх Штовассер (нім. Friedrich Stowasser). Художник також вживав псевдоніми Фріденсрайх Регентаг (нім. Friedensreich Regentag, в перекладі «Царство-миру Дощовий-день») та Дункельбунт Гундертвассер (нім. Dunkelbunt Hundertwasser, в перекладі «Темно-строкатий Сто-вода»).

## Біографія
Фрідріх Штовассер народився 1928 року в родині австрійського інженера Ернста Штовассера та Ельзи Штовассер. Його батько помер від апендициту коли Гундертвассеру було лише рік, відтак його вихованням опікувалася мати. Під час навчання у школі Монтессорі у Відні вчителі відзначали у хлопця «незвичайне відчуття кольору та форм». 1935 року Гундервассера охрестили як католика, попри те, що його мати була єврейкою. Після аншлюсу Австрії до нацистської Німеччини Гундертвассер 1938 року вступив до Гітлер'югенду. 1943 року тітку, бабусю та інших родичів художника по лінії матері було депортовано через їх єврейське походження.
1948 року художник протягом трьох місяців навчався у Віденській академії мистецтв, де одним з його викладачів був професор Робін Крістіан Андресен. У цей час Гундертвассер відвідав виставки Вальтера Кампмана та Еґона Шіле у Відні, а також відвідав доповідь під назвою «Кожен має бути творчим». Ці події справили враження  на митця. Саме тоді художник почав підписувати свої картини псевдонімом Гундертвассер, модифікувавши своє справжнє прізвище заміною слова «сто» на «гундерт», що означає «100» німецькою. Пізніше художник дізнався, що «сто» (Sto) походить не від слов'янського числівника, а від німецького «Stau», Stauwasser — стояча вода. Після того, як Гундертвассер облишив навчання, у квітні 1948 року він вперше відвідав Італію. У Флоренції він познайомився і налагодив дружні стосунки з французьким художником Рене Бро. 1950 року вони разом вирушили до Парижу, де Гундертвассер знайшов притулок у Бро та в родині Дюмаж. Вступив до Національної школи красних мистецтв, але облишив навчання першого ж дня. Намалював дві картини разом з Рене Бро. Подорожував до Марокко, Тунісу на Сицилію та Афленц-Курорт. Зрештою, художник подорожував протягом всього життя і таким чином вивчив англійську, французьку та італійську мови. Крім того, він трохи розмовляв японською, російською, чеською та арабською.
Перші виставки Гундертвассера відбулися у Відні (1952 та 1953), Мілані (1955) та Парижі (1954 та 1956). 1952 року одружився з Гертою Лайтнер, з якою розлучився через два роки. 1954 року почав нумерувати власні картини та розробив власну теорію трансавтоматизму. 1959 року заснував Пінтораріум — універсальну академію всіх творчих галузей. У жовтні 1959 року Гундертвассер обійняв посаду викладача у Вищій школі мистецтв Гамбургу. В грудні того ж року він поставив своїм студентам завдання протягом двох днів та ночей малювати нескінченну лінію на стінах, дверях та вікнах аудиторії. У зображенні лінії також брав участь сам Гундертвассер, а також письменник Герберт Шульт, художник та автор Базон Брок (йому належала ідея перформансу), астролог Вульф та колекціонер Поппе. Керівництво школи заборонило подальше малювання лінії через дві доби. Після скандалу Гундертвассер звільнився з посади доцента у знак протесту проти обмеження творчої свободи.
1960 року відбув у подорож до Японії, де 1961 року одержав Приз Майнічі. У той час художник придумав свій псевдонім «Фріденсрайх», записавши його двома ієрогліфами, що означали «мир» та «держава». Повернувся до Відня через Сибір.
1962 року Гундервассер представляв австрійський павільйон на Венеційському бієнале. 1962 року одружився з Юко Ікавада. Розлучився з нею 1966 року. 1964 року художник організував ретроспективну виставку своїх робіт у Ганновері. Того ж року роботи Гундертвассера було представлено на виставці Documenta в Касселі. 1967 року здійснив подорож до Уганди та Судану. Між 1968 та 1972 роками Гундервассер придбав старий човен «Сан Джузеппе Т» у венеційській лагуні, перейменував його на «Дощовий день» (нім. Реґенстаґ) і подорожував на ньому.
1971 року Гудертвассер став першим європейцем, чиї роботи були виконані японськими майстрами різьби по дереву. 
1972 року в житті Гундертвассера сталося дві важливі події. Цього року померла його мати, з якою він був у дуже близьких стосунках. Також 1972 року художник зустрів Йорама Гареля, який став його імпресаріо, позбавив Гундертвассера фінансових клопотів та надав художнику можливість жити так, як він сам того бажав.
1977 року президент Сенегалу Леопольд Седар Сенгор, який ще за свого студентства в Парижі відвідував виставки Гундертвассера, зустрівся з художником. Це стало початком їх дружби. Гундертвассер створив для Сенегалу декілька поштових марок.
1981 року Гундертвассера було призначено викладачем малювання у Віденській академії мистецтв. Починаючи з 1980-х років Гундертвассер брав участь у численних архітектурних проєктах. 

Розроблений Гундертвассером прапор-кору для Нової Зеландії.

 Художник помер 2000 року від серцевої недостатності, перебуваючи на круїзному кораблі «Королева Єлизавета ІІ» поблизу Нової Зеландії. За його бажанням, поховано у Новій Зеландії під ліріодендроном, оголеним, оповитим у створений ним прапор-кору (мовою маорі кору означає «спіраль»).
2007 року один з майданів Відня було названо на честь Гундертвассера.

## Особливості творчості

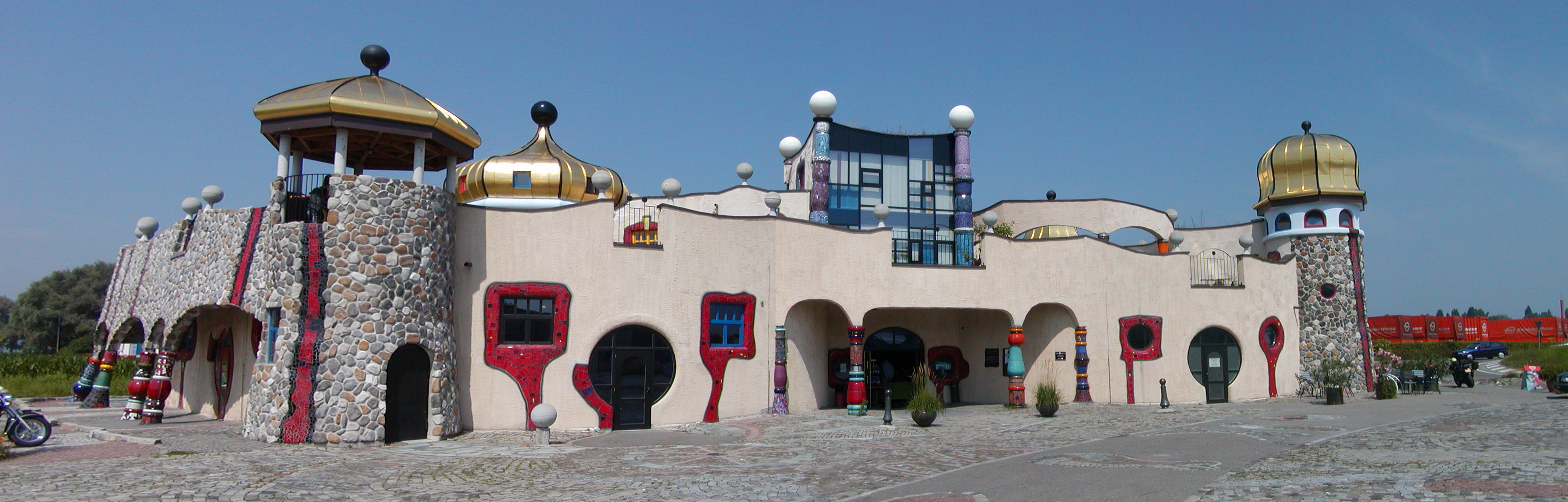
Ринковий майдан в Альтенрайні.

Стилю Гундервассера притаманна яскрава декоративність, використання форм спіралі та лабіринту, кола та різноманітних біоморфних фігур. Дослідники творчості художника відзначають вплив майстрів віденської сецесії, зокрема Густава Клімта та Еґона Шіле.
1953 року Гудервассер зобразив свою першу спіраль, яка потім часто зустрічається в його роботах. Сам художник називав власне мистецтво «вегетативним».
Важливу роль у творчості художника посідала його участь у екологічному русі. Гундертвассер створив численні плакати із закликами до збереження миру та навколишнього середовища. Згідно зі світоглядом художника людина має п'ять шкір: природну шкіру, одяг, будинок, свою ідентичність, а п'ятою шкірою людини є Земля.
Темою деяких картин художника є Голокост («Кров капає на будинки», 1961; «Дім євреїв у Австрії», 1962; «Крематорій», 1963).
Для оприлюднення своїх поглядів художник застосовував також маніфести, які неодноразово виголошував оголеним (Мюнхен 1967, Відень 1968). 12 грудня 1967 року Гундертвассер проголосив свою «оголену промову до третьої шкіри», з тією метою, щоб демонстрацією людської шкіри заявити право кожного на свою «третю шкіру» — архітектурне оточення. Другу промову оголений художник проголосив у Відні 1968 року. Причиною промови був 60-й ювілей книги архітектора Адольфа Лооса «Орнамент та злочин». Гундертвассер критикував Лооса за оголошення орнаменту злочином в архітектурі.
1972 художник проголосив свій маніфест «Твоє віконне право — твій обов'язок щодо дерев». У маніфесті проголошується право кожного мешканця будинку прикрашати своє вікно і частину фасаду навколо вікна, доки сягає людська рука. Крім того, Гундертвассер стверджував обов'язок кожної людини садити дерева.
1980 року у своїй промові після одержання Великої австрійської державної мистецької премії Гундертвассер гостро критикував сучасне мистецтво за його виродження, формалізм, візуальну агресію та відхід від прекрасного.

## Дизайн
Гундертвассер працював також як дизайнер і розробляв проєкти державних прапорів, поштових марок і монет. Цікавість до поштових марок художник виявляв з дитинства. У його батька була колекція марок, яку Гундертвассер продав 1952 року для того, щоб профінансувати свою виставку в мистецькому клубі Відня .
Художник розробив плакат для Літніх Олімпійських ігор 1972 року в Мюнхені.
1978 року Гундертвассер розробив прапор миру для близького Сходу. На білому тлі зображено синю зірку Давида над зеленим півмісяцем. Прапор було передано канцлером Австрії Бруно Крайським лідерам країн-учасниць близькосхідного конфлікту. Художник також запропонував проєкти прапорів для Нової Зеландії та Австралії. Проєкт прапора-кору (кору означає «спіраль» мовою маорі) викликав широкий суспільний резонанс у Новій Зеландії.
1993 року зробив дизайн обкладинки латинсько-німецького словника «Маленький Штовассер» за редакцією Йозефа Штовассера. Словник видано 1994 року в ста різних кольорових варіантах. 1995 року оформив Біблію в оригінальному стилі з власними колажами та малюнками.

## Архітектура Гундертвассера

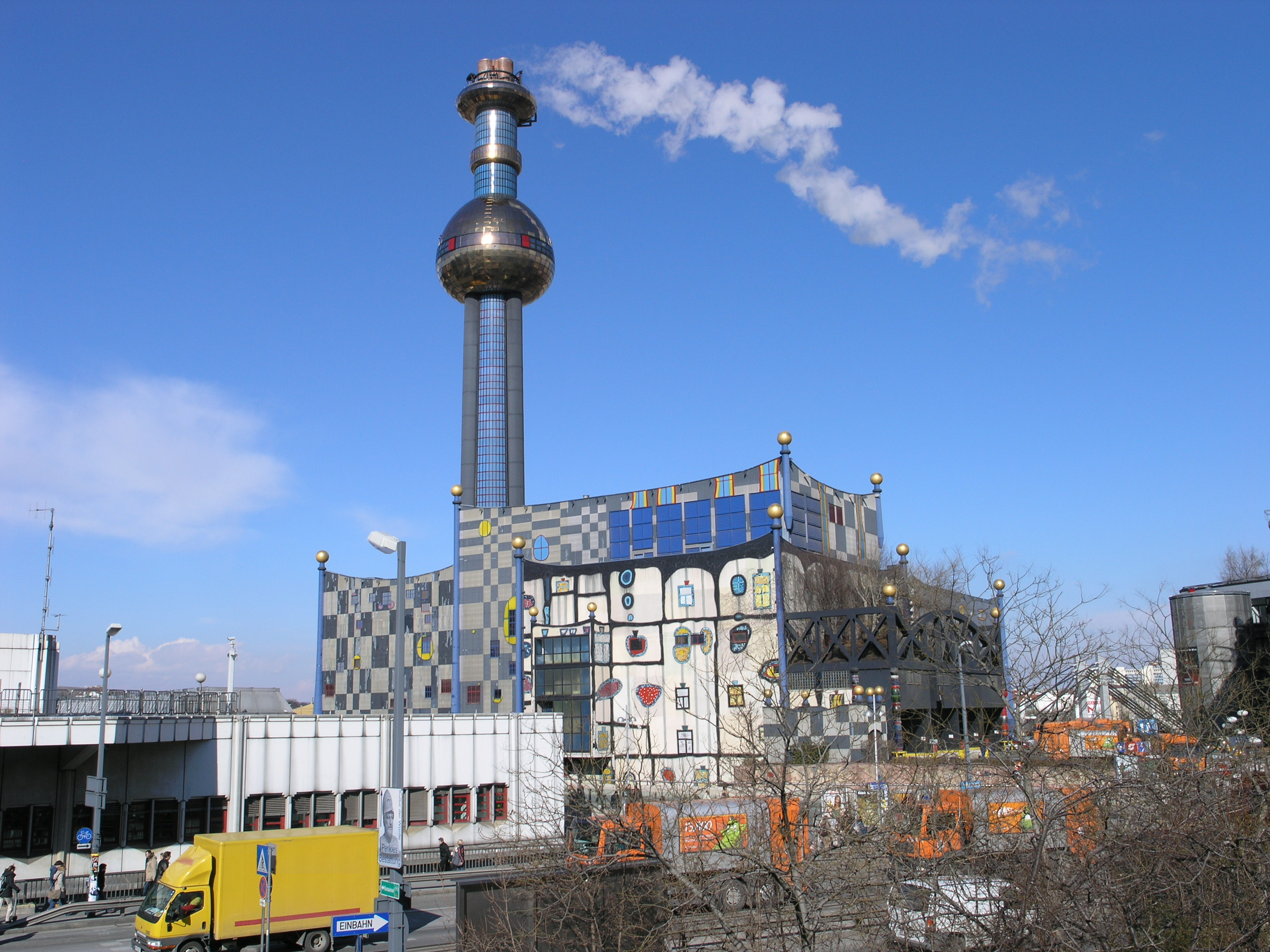
Фабрика для спалювання сміття в Шпіттелау, Відень.

Гундервассер почав працювати архітектором у віці 55 років, коли вже мав репутацію художника.
Згідно з поглядами художника, людина має право прикрашати свій будинок на власний смак. Створені ним архітектурні споруди відрізняються від типових для 20 століття функціоналістських та раціоналістських споруд використанням яскравих фарб, оздобленням, викривленими лініями і прагненням бути в гармонії з природою. Гундертвассер вважав, що тільки невелика кількість будівель є «здоровими». До таких, згідно з його поглядами, належать роботи Антоніо Гауді в Барселоні, будівлі у стилі модерн у Відні, башти Саймона Родіа в Лос-Анжелесі, палац Фердінана Шеваля в Отерриві, бідні квартали міст, створені власними руками господарські споруди та будинки примітивних народів, стіни туалетів із графіті та деякі проєкти Кристіана Гунцікера.

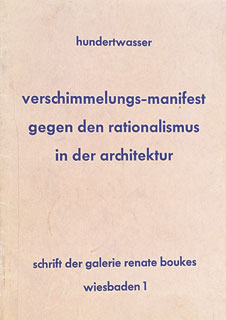
Обкладинка «Пліснява-маніфесту проти раціоналізму в архітектурі», 1958.

1958 року Гундертвассер написав «Пліснява-маніфест (Verschimmelungsmanifest) проти раціоналізму в архітектурі». У цьому маніфесті художник критикує раціоналізм, функціоналізм та використання прямих ліній в архітектурі і пропонує натомість загальну свободу у спорудженні будівель. Метафора плісняви вжита за аналогією до змін, що їх можна втілити у власному будинку на власний розсуд, як природного процесу прикрашання.
1972 року на телевізійному шоу «Загадай бажання» продемонстрував індивідуальний дизайн фасадів будівель із рослинністю на дахах, які пізніше набули втілення у здійснених ним проєктах.
1973 року в рамках Міланського мистецького трієнале Гундертвассер вперше розмістив живі дерева у вікнах будинку. Цю ідею (висадження дерев у вікнах та на дахах будівель) часто застосовував у своїх пізніших архітектурних працях.

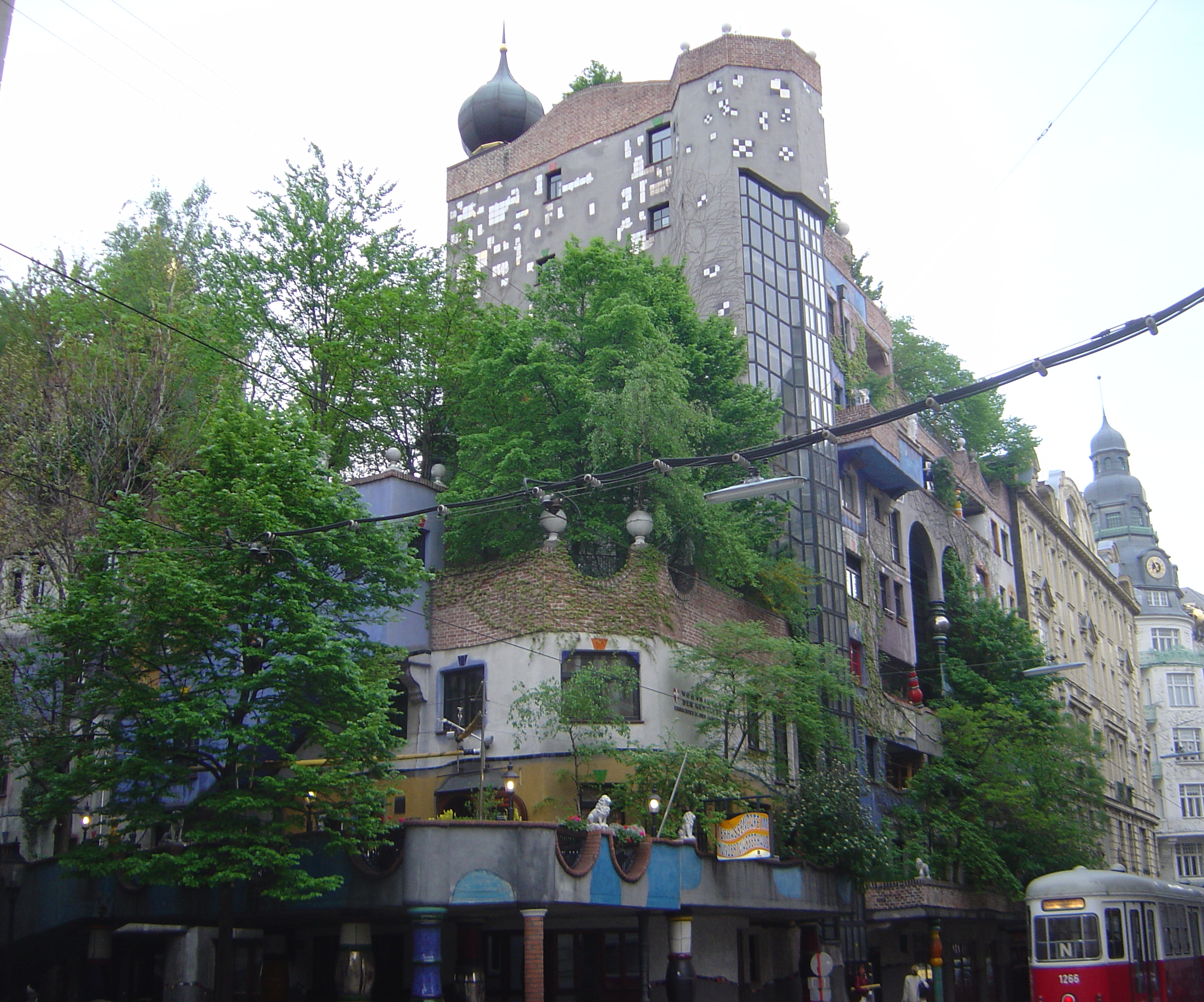
Гундертвассергаус у Відні.

Одним з найвідоміших створених художником будинків є Гундертвассергаус у Відні. Підлога будинку є нерівною, зовнішні стіни яскраво прикрашено кольоровим та сріблястим кахелем, різнобарвними колонами, куполами та деревами, які ростуть із вікон, на балконах та на даху. Невелику частину будинку оформлено типово, без звичних для Гундертвассера прикрас. Внутрішні стіни будинку відкрито для графіті та оформлення самими мешканцями. У будинку розташовано житлові приміщення, кабінет лікаря, зимовий сад, пральня, кімната для дітей, кав'ярня, ресторан та магазини. Гундертвассергаус є третьою за відвідуваністю туристичною пам'яткою Австрії після Шенбрунна та Зальцбурга.
Гундервассер здійснив численні перебудови та переоформлення житлових та функціональних будинків та мав репутацію «доктора архітектури», оскільки лікував її від візуального засмічення навколишнім середовищем. Одним із проєктів Гундервассера був архітектурний дизайн лікарні для хворих на рак у місті Граці. Згідно з дослідженнями думки пацієнтів, яскраві фарби та непрямі лінії в оформленні, позитивно відбивалися на їх настрої .
Наймасштабнішим архітектурним проєктом Гундертвассера є готельний комплекс Рогнер Бад Блюмау в Австрії, завершений 1997 року.
У здійсненні своїх проєктів співпрацював з іншими архітекторами, такими як Петер Пелікан, Гайнц Шпрінгман та Альфред Шмід. Моделі майбутніх будівель Гундертвассера виготовляв Андреас Боді.
Хоча за життя Гундертвассера його архітектурні роботи здобули велику популярність серед відвідувачів, архітектурні критики їх не щадили.

## Громадянська позиція
Гундертвассер був активним захисником навколишнього середовища. Він створив численні протестні плакати та брав участь у багатьох екологічних акціях.
1959 року підтримав Далай-ламу, який змушений був залишити Тибет.
1979 року він оприлюднив свій маніфест «Святі екскременти», в якому відстоював думку корисності переробки відходів. 1975 року художник розробив модель гумусного туалету.
У 1988—1989 роках Гундертвассер брав участь в русі опору проти запровадження в Австрії автомобільних номерних знаків із чорними написами на білому фоні (замість білих написів на чорному фоні, які були до того).
1980 року Гундертвассер приєднався до протестів проти ядерної програми Австрії. Завдяки потужній опозиції проєкт не було реалізовано. Того ж року мер Вашингтона оголосив 18 листопада Днем Гундертвассера. Художник взяв участь у висадженні дерев у Джудішері-сквер у Вашингтоні та подарував плакати «Садіть дерева — запобігайте ядерній загибелі» та «Ноїв ковчег 2000: Ти гість природи — Поводь себе пристойно» екологічному активісту Ральфу Нейдеру. Проголосив промову в Сенаті США присвячену екології, проти ядерної енергії та за архітектуру, пристосовану до людини.
1983 року брав участь у кампанії захисту боліт у Гайнбурзі, залишаючись у таборі протестувальників протягом тижня та створивши плакат «Гайнбург: Вільна природа — це наша свобода». 1988 року створив плакат «Ти вдома серед дерев» для підтримки екологічного проєкту висадження дерев у пустелі Ізраїлю.
1994 року художник виступив проти приєднання Австрії до Євросоюзу. Для цього він намалював плакат з написом «Аншлюс ІІ, зрада Австрії ЄС». За політичними переконаннями Гундертвассер був прихильником конституційного монархізму.
Про життя художника було знято три документальні фільми, «Гундертвассер — життя в спіралях» (1966, Феррі Радакс), «Реґентаґ Гундертвассера» (1972, Петер Шамоні) та «Гундертвассер у Новій Зеландії» (1998, Феррі Радакс).

## Нагороди
- 1959 — Приз Санбра на Бієнале в Сан-Паулу
- 1961 — Премія Майнічі
- 1980 — Велика австрійська державна мистецька премія
- 1981 — Австрійська премія за охорону природи
- 1983 — Золота медаль на найгарнішу поштову марку (марка для ООН у Женеві, 1983)
- 1988 — Золота медаль пошани міста Відень
- 1988 — Золота медаль пошани землі Штирія
- 1996 — Приз за приваблення туристів (Fremdenverkehrspreis)

## Вшанування
На честь митця названо астероїд 6231 Гундертвассер.